# Lista filmărilor și videoclipurilor cu formația Phoenix
Aceasta este o listă cronologică a tuturor filmărilor de piese și a videoclipurilor formației Phoenix.
| Titlu                         | An       | Descriere                                                              |
| ----------------------------- | -------- | ---------------------------------------------------------------------- |
| „Vremuri”                     | 1968     | Filmare pe tramvai în Timișoara 1                                      |
| „Totuși sînt ca voi”          | 1968     | Filmare de studio la TVR                                               |
| „Floarea stîncilor”           | 1968     | Filmare de studio la TVR                                               |
| „Miezul nopții”               | 1968     | Videoclip regizat de Cornel Chiriac și filmat în studiourile TVR       |
| „Totuși sînt ca voi”          | 1969     | Filmare în Timișoara, în Piața Victoriei 1                             |
| „Canarul”                     | 1969     | Filmare lângă Timișoara                                                |
| „Lady Madonna”                | 1969     | Filmare lângă Timișoara                                                |
| „Ar vrea un eschimos”         | 1969     | Filmare în Timișoara, pe malul Begăi                                   |
| „Culegătorul de melci”        | 1969     | Filmare în Timișoara, pe malul Begăi                                   |
| „Canarul”                     | 1969     | Filmare din filmul Canarul și viscolul, secvența de deschidere         |
| „Nunta”                       | 1972     | Filmare de studio la TVR                                               |
| „Iarna”                       | 1972     | Filmare de studio la TVR                                               |
| „Nunta”                       | 1973     | Filmare la Festivalul Sopot 1973, preluare Televiziunea Poloneză (TVP) |
| „Te întreb pe tine, soare...” | 1973 (?) | Filmare exterioară a TVR                                               |
| „Mamă, mamă”                  | 1973 (?) | Filmare exterioară a TVR                                               |
| „Andrii Popa”                 | 1974     | Videoclip filmat de TVR în Studiourile cinematografice Buftea 1        |
| „Lasă, lasă”                  | 1974     | Videoclip filmat de TVR în Studiourile cinematografice Buftea          |
| „Mugur de fluier”             | 1974     | Videoclip realizat de echipa de filmare de la TVR Cluj                 |
| „Stars Dance”                 | 1992 (?) | Filmare/videoclip realizat de Dan Chișu                                |
| „Mugur de fluier”             | 1993 (?) | Videoclip realizat de TVR, montaj de imagini din anii '70 și '90 2     |
| „Neverending Fight”           | 1994 (?) | Videoclip produs de Antena 1                                           |
| „Mila 2 de lângă 3”           | 2005     | Videoclip regizat de Tudor Grămescu 3                                  |
| „Zori de zi”                  | 2005     | Videoclip regizat de Tudor Grămescu 3                                  |
| „The Measure of a Man”        | 2007     | Filmare la Festivalul Folk You! 2007, editată pe DVD în 2008 4         |
| „Touché, Touché”              | 2009     | Videoclip regizat de Cristian Radu Nema 5                              |
| „În umbra marelui U.R.S.S.”   | 2011     | Videoclip produs de Nicu Covaci                                        |
| „Vino, Țepeș!”                | 2015     | Videoclip regizat de George Groșescu                                   |

Observații:
- 1 Filmările „Vremuri”, „Totuși sînt ca voi” (în Piața Victoriei) și videoclipul „Andrii Popa” au fost incluse pe DVD-ul Timpul chitarelor (2009).[1]
- 2 Videoclipul „Mugur de fluier” realizat în anii '90 conține versiunea înregistrată pe albumul SymPhoenix/Timișoara (1992).[2]
- 3 Videoclipurile „Mila 2 de lângă 3” și „Zori de zi” au fost incluse pe VCD-ul Phoenix Tour 2006 – Baba Novak (2006).[3]
- 4 Filmarea „The Measure of a Man”, creditată Nicu Covaci (și nu Phoenix), a fost inclusă pe DVD-ul Folk You 2007 (2008).[4]
- 5 Videoclipul „Touché, Touché” a fost inclus pe CD-ul Back to the Future... (ediția reeditată, 2009).[5]